# Розет Ісаак Мойсейович
Ісаак Мойсейович Розет (4 липня 1927, Дісна, Вітебська область — 1992), псевдонім Розов — білоруський психолог і викладач.
У 1946 році вступив до Білоруського державного університету (тоді ім. В. І. Леніна) на кафедру логіки, психології та російської мови. Після закінчення університету працював викладачем логіки та психології, згодом російської мови та літератури.
У 1964 році Розет переходить на роботу в Науково-дослідний інститут педагогіки Міністерства освіти БРСР.
Займаався вивченням фантазії, творчості, пам'яті, ергономіки та соціальної взаємодії.

## Науковий доробок
За життя Розет опублікував 110 робіт. З трьох його книг — «Психологія фантазії», «Що потрібно знати про пам'ять» та «Що таке евристика» — перші дві перевидавались кілька разів.